# Southeast Financial Center
Das Southeast Financial Center (ehemals Wachovia Financial Center) ist ein 233 Meter hoher Wolkenkratzer in der US-amerikanischen Großstadt Miami, im Süden Floridas. Das 55 Stockwerke umfassende Hochhaus wurde zwischen 1982 und 1983 gebaut und von dem namhaften Architekturbüro Skidmore, Owings and Merrill entworfen. Nach seiner Vollendung konnte das Gebäude den Titel des höchsten Gebäudes der Stadt und des Bundesstaates 20 Jahre lang für sich behaupten. Erst 2003 wurde es von dem 240 Meter hohen Four Seasons Hotel & Tower abgelöst; seit der Errichtung des 2018 fertiggestellten, 265 Meter hohen Panorama Tower ist es das dritthöchste Gebäude.
Im Jahr 2011 wurde das Gebäude von seinem Namen Wachovia Financial Center wieder in den ursprünglichen Namen Southeast Financial Center umbenannt, den es von seiner Erbauung bis zum Jahr 1992 getragen hatte. Dieser Name stammt vom ursprünglichen Bauherren des Bauwerks, der Southeast Bank. Der bisherige Eigentümer Wachovia wurde 2008 durch das Unternehmen Wells Fargo komplett übernommen, in dessen Rahmen auch das Gebäude im Jahr 2011 wieder umbenannt wurde. Von 1992 bis 2003 hatte es den Namen First Union Financial Center.
In den 1980er-Jahren war das Gebäude mehrfach in der Serie Miami Vice zu sehen.

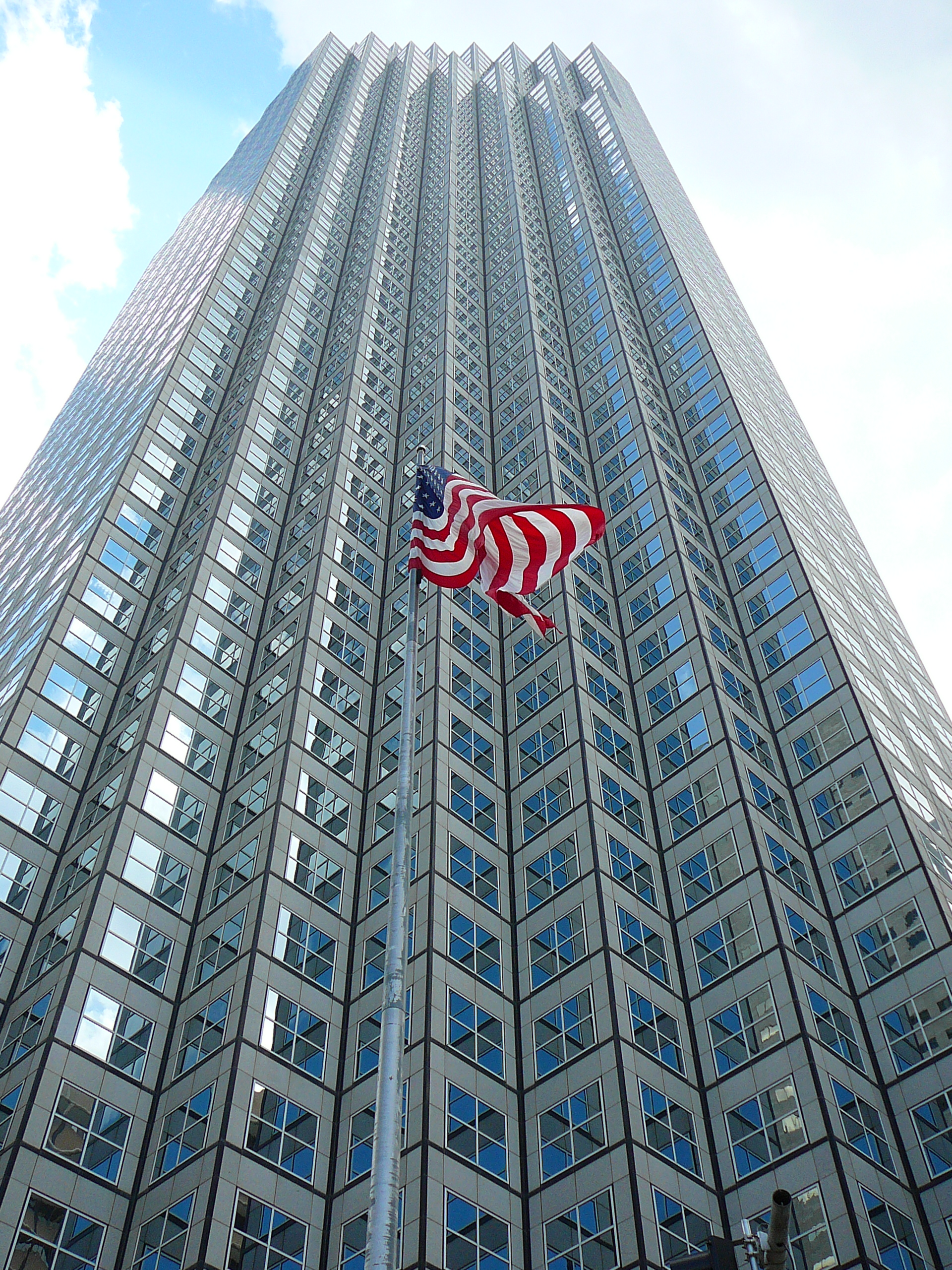
Blick von unten auf das Gebäude